# Leiobunum nigrigenum
Leiobunum nigrigenum is een hooiwagen uit de familie Sclerosomatidae.